# Groupe de NGC 3271
Le groupe de NGC 3271 est un trio de galaxies situé dans la constellation de la Machine pneumatique. La distance moyenne entre ce groupe et la Voie lactée est d'environ 60,1 Mpc (∼196 millions d'al).

## Membres
Le tableau ci-dessous liste les trois galaxies du groupe indiquées dans l'article de A.M. Garcia paru en 1993.
| Nom      | Class.    | Type         | α (J2000.0)   | δ (J2000.0)  | Vitesse radiale (km/s) | m    | Distance (Mpc) | Diamètre (kal) |
| -------- | --------- | ------------ | ------------- | ------------ | ---------------------- | ---- | -------------- | -------------- |
| NGC 3267 | SAB0^0(r) | Lenticulaire | 10h 29m 48.6s | -35° 19′ 21″ | 3709 ± 33              | 12,4 | 59,5 ± 4,2     | 266            |
| NGC 3269 | SA0^+(r)  | Lenticulaire | 10h 29m 57.0s | -35° 13′ 28″ | 3754 ± 33              | 12,2 | 60,1 ± 4,3     | 187            |
| NGC 3271 | SAB(s)0^0 | Lenticulaire | 10h 30m 26.5s | -35° 21′ 34″ | 3804 ± 16              | 11,8 | 60,9 ± 4,3     | 123            |

Le site DeepskyLog permet de trouver aisément les constellations des galaxies mentionnées dans ce tableau ou si elles ne s'y trouvent pas, l'outil du site constellation permet de le faire à l'aide des coordonnées de la galaxie. Sauf indication contraire, les données proviennent du site NASA/IPAC.